# ساغينيه
ساغينيه (بالفرنسية: Saguenay)‏ مدينة فرانكوفونية في شرق مقاطعة كيبك الكندية.

## المناخ
يظهر الجدول التالي البيانات المناخية على مدار السنة لساغينيه:
| البيانات المناخية لـساغينيه        | البيانات المناخية لـساغينيه | البيانات المناخية لـساغينيه | البيانات المناخية لـساغينيه | البيانات المناخية لـساغينيه | البيانات المناخية لـساغينيه | البيانات المناخية لـساغينيه | البيانات المناخية لـساغينيه | البيانات المناخية لـساغينيه | البيانات المناخية لـساغينيه | البيانات المناخية لـساغينيه | البيانات المناخية لـساغينيه | البيانات المناخية لـساغينيه | البيانات المناخية لـساغينيه |
| الشهر                              | يناير                       | فبراير                      | مارس                        | أبريل                       | مايو                        | يونيو                       | يوليو                       | أغسطس                       | سبتمبر                      | أكتوبر                      | نوفمبر                      | ديسمبر                      | المعدل السنوي               |
| ---------------------------------- | --------------------------- | --------------------------- | --------------------------- | --------------------------- | --------------------------- | --------------------------- | --------------------------- | --------------------------- | --------------------------- | --------------------------- | --------------------------- | --------------------------- | --------------------------- |
| الدرجة القصوى قرينة الرطوبة        | 14.7                        | 13.4                        | 21.1                        | 31.0                        | 40.6                        | 43.2                        | 43.9                        | 43.2                        | 40.8                        | 30.7                        | 25.5                        | 12.9                        | 43.9                        |
| الدرجة القصوى °م (°ف)              | 15.2 (59.4)                 | 13.6 (56.5)                 | 25.2 (77.4)                 | 30.4 (86.7)                 | 34.4 (93.9)                 | 36.3 (97.3)                 | 38.4 (101.1)                | 39.4 (102.9)                | 33.3 (91.9)                 | 31.7 (89.1)                 | 22.9 (73.2)                 | 14.4 (57.9)                 | 39.4 (102.9)                |
| متوسط درجة الحرارة الكبرى °م (°ف)  | −10.1 (13.8)                | −7.4 (18.7)                 | −0.6 (30.9)                 | 7.9 (46.2)                  | 16.3 (61.3)                 | 22.0 (71.6)                 | 24.2 (75.6)                 | 23.0 (73.4)                 | 17.5 (63.5)                 | 9.6 (49.3)                  | 1.8 (35.2)                  | −5.7 (21.7)                 | 8.2 (46.8)                  |
| المتوسط اليومي °م (°ف)             | −15.7 (3.7)                 | −13 (9)                     | −6.3 (20.7)                 | 2.6 (36.7)                  | 9.9 (49.8)                  | 15.6 (60.1)                 | 18.4 (65.1)                 | 17.1 (62.8)                 | 12.1 (53.8)                 | 5.3 (41.5)                  | −2.0 (28.4)                 | −10.4 (13.3)                | 2.8 (37.0)                  |
| متوسط درجة الحرارة الصغرى °م (°ف)  | −21.1 (−6.0)                | −18.7 (−1.7)                | −12 (10)                    | −2.8 (27.0)                 | 3.4 (38.1)                  | 9.2 (48.6)                  | 12.4 (54.3)                 | 11.1 (52.0)                 | 6.5 (43.7)                  | 1.0 (33.8)                  | −5.7 (21.7)                 | −15 (5)                     | −2.6 (27.3)                 |
| أدنى درجة حرارة °م (°ف)            | −43.9 (−47.0)               | −45 (−49)                   | −40 (−40)                   | −24.4 (−11.9)               | −16.1 (3.0)                 | −4.4 (24.1)                 | −3.9 (25.0)                 | −4.4 (24.1)                 | −7.2 (19.0)                 | −17.8 (0.0)                 | −31.1 (−24.0)               | −42.8 (−45.0)               | −45 (−49)                   |
| أدنى درجة حرارة تبريد الرياح       | −55                         | −55                         | −50                         | −34                         | −20                         | −7                          | 0                           | 0                           | −10                         | −17                         | −33                         | −51                         | −55                         |
| الهطول مم (إنش)                    | 57.9 (2.28)                 | 50.8 (2.00)                 | 52.2 (2.06)                 | 62.2 (2.45)                 | 80.8 (3.18)                 | 88.0 (3.46)                 | 111.8 (4.40)                | 91.2 (3.59)                 | 102.7 (4.04)                | 85.2 (3.35)                 | 78.0 (3.07)                 | 69.8 (2.75)                 | 930.6 (36.64)               |
| معدل هطول الأمطار مم (إنش)         | 6.5 (0.26)                  | 5.7 (0.22)                  | 13.8 (0.54)                 | 39.9 (1.57)                 | 77.6 (3.06)                 | 88.0 (3.46)                 | 111.8 (4.40)                | 91.2 (3.59)                 | 102.6 (4.04)                | 77.0 (3.03)                 | 37.8 (1.49)                 | 11.8 (0.46)                 | 663.8 (26.13)               |
| متوسط تساقط الثلوج سم (إنش)        | 66.0 (26.0)                 | 56.6 (22.3)                 | 45.6 (18.0)                 | 24.0 (9.4)                  | 3.4 (1.3)                   | 0.0 (0.0)                   | 0.0 (0.0)                   | 0.0 (0.0)                   | 0.1 (0.0)                   | 8.2 (3.2)                   | 55.5 (21.9)                 | 76.6 (30.2)                 | 336 (132.3)                 |
| متوسط أيام هطول الأمطار (≥ 0.2 mm) | 19.2                        | 15.8                        | 15.0                        | 14.3                        | 15.1                        | 14.9                        | 16.6                        | 15.5                        | 16.1                        | 16.9                        | 19.0                        | 20.0                        | 198.4                       |
| متوسط الأيام الممطرة (≥ 0.2 mm)    | 1.7                         | 1.7                         | 3.7                         | 9.8                         | 14.8                        | 14.9                        | 16.6                        | 15.5                        | 16.1                        | 15.4                        | 8.6                         | 3.2                         | 122.1                       |
| متوسط الأيام المثلجة (≥ 0.2 cm)    | 19.1                        | 15.4                        | 13.1                        | 7.2                         | 1.1                         | 0.0                         | 0.0                         | 0.0                         | 0.07                        | 3.5                         | 13.7                        | 19.6                        | 92.8                        |
| المصدر: Environment Canada         |                             |                             |                             |                             |                             |                             |                             |                             |                             |                             |                             |                             |                             |

## السكان
بلغ عدد سكانها 143,692 نسمة حسب التعداد العام للسكان عام 2006.

## أعلام
- تشارلز بوشارد
- فرناند جيرارد
- جورج فيزينا
- مارك غانيون
- انطوان دوتشيسن
- دينيس دامور